# Домашняя игра (фильм)
«Домашняя игра» (англ. Home Team; Домашняя команда) — американская спортивная комедия основано на реальных событиях. Фильм вышел на Netflix 28 января 2022 года.

## Сюжет
Главный тренер отвечает в команде за всё!
Именно поэтому, когда футбольный клуб «Нью-Орлеан Сэйнтс» оказывается в центре скандала, козлом отпущения выставляют тренера.
В результате Шон Пэйтон, профессионал высочайшего класса, победитель Супербоула-2009, на целый год оказывается отстранён Лигой от игры. Ему нельзя приближаться к стадиону, не только его игрокам, но и сотрудникам клуба запрещено даже разговаривать с ним.
Шон уезжает в родной городок на севере Техаса. Там ему предстоит притерпеться к новому бойфренду бывшей жены и наладить отношения с 12-летним сыном, не желающим знать отца. И вот однажды судьба заносит его на школьный стадион — просто посмотреть, как его сын играет в футбол.
Юные футболисты в команде «Воинов» (Warriors) небесталанные, командный дух налицо. Но вот игры нет совсем; ребята проигрывают свои матчи всухую, часто досрочно (когда разница в счёте достигает 40 очков, табло на стадионе гаснет) и всерьёз гордятся единственным за целый сезон тачдауном. Трой Ламберт, молодой тренер — очень хороший человек, прекрасный мотиватор и любит своих мальчишек, но его профессиональный уровень, именно с точки зрения понимания тактики игры, необходимости правильного взаимодействия игроков на поле и способности наладить такое взаимодействие, ниже плинтуса.
И тут судьба посылает «Воинам» обладателя чемпионского перстня, мастера высочайшей пробы. Который ни за что не упустит такую отличную возможность оказаться поближе к собственному сыну. Когда ребята привыкнут к новым требованиям, а изощрённые, тщательно продуманные игровые схемы, наконец, заработают — команда выиграет подряд два десятка матчей и выйдет в финал.
Традиционного американского хэппи-энда не случится. Но и вторым итоговым местом в юношеском чемпионате Северного Техаса знаменитый Шон Пэйтон будет гордиться как одной из самых значимых своих побед.
В качестве «вишенки на торте» в самом конце фильма на экране на несколько секунд появляется «настоящий» Шон Пэйтон — в роли уборщика Лайонела, искренне радующегося возвращению тренера «Нью-Орлеан Сэйнтс» на своё законное рабочее место.

## В ролях
- Кевин Джеймс — Шон Пэйтон, отстранённый от футбола тренер «Нью Орлеан Сэйнтс»
- Тейлор Лотнер — Трой Ламберт, тренер школьной команды «Воинов»
- Джеки Сэндлер — Бет, бывшая жена Шона Пэйтона
- Роб Шнайдер — Джейми, новый муж Бэт
- Тейт Блум — Коннор Пэйтон, сын Шона и Бэт
- Гари Валентайн — Митч Бизон
- Максвелл Симкинс — Поли
- Хлоя Файнмен — Эмма, стажёр
- Джейкоб Перес — Маркос
- Брайант Тарди — Деннис
- Мэнни Магнус — Харлан
- Лиам Кайл — Нэйт
- Кристофер Фаррар — Джейсон
- Мерек Мастров — Брайан
- Айзая Мустафа — тренер команды «Дикобразов»
- Кристофер Титон — Уилл
- Эшли Ди Келли — Синди
- Лавелл Кроуфорд — Гас, водитель автобуса
- Аллен Коверт — судья в игре
- Энтони Л. Фернандес — Кальвин
- Джаред Сэндлер — Эрик, администратор отеля
- Санни Сэндлер — Брук
- Дэн Патрик — камео
- Шон Пэйтон — Лайонел, уборщик в офисе «Нью Орлеан Сэйнтс»

## Съёмки фильма
Основные съёмки фильма начались 10 мая 2021 года и закончились 6 июня 2021 года в Новом Орлеане.